# Abell 2029
Abell 2029, или A2029 (англ. Abell 2029) — крупное скопление галактик, находящееся в созвездии Девы на расстоянии в 326 мегапарсек (1,027 миллиарда световых лет) от нас. Классификация Баутца-Моргана относит A2029 к скоплению I типа благодаря IC 1101, центральной галактике этого кластера. IC 1101, возможно, является крупнейшей известной галактикой — её поперечник оценивается в 5,6—6 миллионов световых лет; для сравнения — Млечный Путь имеет диаметр всего 100 000 световых лет. Таким образом, IC 1101 более чем в 50 раз крупнее Млечного Пути и имеет светимость 2×1012 L⊙, что было объявлено в июле 1990 года астрономами Juan M. Uson, Stephen P. Boughn и Jeffrey R. Kuhn. Этот вид галактик называется cD-типом и её размер вырос, возможно, путём поглощения ею ближайших галактик.

## Примечание
1. ↑  NASA/IPAC EXTRAGALACTIC DATABASE. NED results for object ABELL 2029. Дата обращения: 11 марта 2012. Архивировано 13 июля 2019 года.
2. ↑  Walker, S. A.; Fabian, A. C.; Sanders, J. S.; George, M. R.; Tawara, Y. X-ray observations of the galaxy cluster Abell 2029 to the virial radius (англ.) // eprint arXiv (Accepted for publication in the Monthly Notices of the Royal Astronomical Society) : journal. — 2012. — March. — doi:10.1111/j.1365-2966.2012.20860.x. — Bibcode: 2012MNRAS.422.3503W. — arXiv:1203.0486. Архивировано 7 февраля 2017 года.
3. ↑  Chandra X-ray Observatory, «Galaxy Clusters and Dark Energy: Chandra Opens New Line of Investigation on Dark Energy» Архивная копия от 1 февраля 2020 на Wayback Machine, Harvard-Smithsonian Center for Astrophysics